# Nodo sensore

Architettura di un mote

Un nodo sensore, noto anche come mote (specialmente in America settentrionale), è il nodo facente parte di una rete di sensori wireless che è in grado di gestire alcuni processi, raccogliere informazioni dei sensori e comunicare con gli altri nodi connessi in rete.

## Storia
La storia dello sviluppo dei mote comincia nel 1998 con il progetto Smartdust. 
Uno degli obiettivi di questo progetto era quello di creare sensori intercomunicanti in un ridottissimo spazio di dimensioni millimetriche.
Anche se questo progetto si è concluso rapidamente, esso è servito come impulso per molti altri progetti di ricerca. Essi coinvolgono i più importanti centri di ricerca come il Berkeley NEST  ed il CENS. 
I ricercatori coinvolti in questi progetti hanno coniato il termine mote (muovere) facendo riferimento ad un nodo sensore. I mote non sono aumentati in termini di potenza, come ci si aspetterebbe dalla legge di Moore. Essi sono in genere unità elaborative molto piccole con bassa capacità di storage rispetto ai computer desktop. Ciò può essere attribuito alla bassa penetrazione nel mercato attuale del al loro ridotto consumo energetico.